# مسجد لوار بنتانغ
مسجد لوار بنتانغ (بالاندونيسية: Masjid Luar Batang) هو مسجد يقع في سوق السمك الواقع شمال جاكرتا .

## التاريخ
المسجد به قبر أحد اولياء جاكرتا الدينيين القادمين من حضرموت-اليمن يدعى الحبيب (حسين بن أبوبكر بن عبدالله العيدروس) الذي توفي في الرابع والعشرين من شهر يونيو عام 1756، أعطي اسم المسجد لقب الحبيب حسين والذي كان يلقب لوار باتانغ.